# Шести вселенски събор
Шестият вселенски събор или Третият константинополски събор се провежда в периода от 7 ноември 680 г. до 16 септември 681 г. Свикан е от император Константин IV Брадати (668 – 685) и е насочен срещу монотелисткото учение, според което Христос има една воля и едно действие – божественото, а човешката му същност се отхвърля.
Съборът взима 102 важни решения, осъжда патриарсите Сергий I Константинополски (610 – 638), Пир (638 – 642) и Кир, както и папа Хонорий I. В събора участва и папа Агатон (678 – 681), канонизиран от църквата. 36-о правило потвърждава равенството между Цариградския патриарх и папата и определя йерархията на източните патриаршии. 8-ото правило задължава митрополита да свиква ежегодно събор на епископите. Правила 12, 13 и 48 решават въпросите, свързани с брака на духовно лице. 33-то осъжда арменската страна, която приема в духовен сан само лица, произхождащи от род на свещеник. 64-то правило забранява на миряни да произнасят речи и да учат всенародно, а 70-о забранява на жени да говорят в църквата по време на богослужение, следвайки думите на св. апостол Павел. 80-о: наказва се християнин, който през три празнични дни не посети богослужение. 53-то: кръстниците са духовно сродени с кумците. 54-то: правила за встъпване в брак на роднини. Паметта на светите отци (Неделя на св. отци от VI Вселенски събор) се чества на 6-ата неделя след Петдесетница.